# Escut de Cabanelles
L'escut oficial de Cabanelles té el següent blasonament:
Escut caironat: de sinople, 2 cabanes d'or acompanyades al cap d'una coloma d'argent. Per timbre, una corona mural de poble.

## Història
Va ser aprovat el 25 de novembre del 2003 i publicat al DOGC el 24 de desembre del mateix any amb el número 4037.
Les dues cabanes petites són un element parlant al·lusiu al nom del poble. El colom del damunt fa referència a santa Coloma, patrona de la localitat.